# P.J. Hall
Patrick Hall Jr., detto P.J. (Seguin, 5 aprile 1995), è un giocatore di football americano statunitense che milita nel ruolo di defensive tackle per i Memphis Showboats della United Football League (UFL).

## Carriera

### Oakland Raiders
Dopo avere giocato al college a football alla Sam Houston State University, Hall fu scelto nel corso del secondo giro (57º assoluto) nel Draft NFL 2018 dagli Oakland Raiders. Debuttò come professionista partendo come titolare nella gara del primo turno contro i Los Angeles Rams mettendo a segno 3 tackle. La sua stagione da rookie si concluse con 22 tackle e 2 passaggi deviati in 14 presenze.

### Houston Texans
Il 13 agosto 2020 Hall firmò con gli Houston Texans.